# G8-Gipfel in Sea Island 2004

G8-Staaten

Der G8-Gipfel in Sea Island 2004 war das in den Vereinigten Staaten stattfindende 30. Gipfeltreffen der Regierungschefs der Gruppe der Acht. Das Treffen fand unter dem Vorsitz des US-amerikanischen Präsidenten George W. Bush vom 8. bis 10. Juli 2004 statt.
Es ging dabei vornehmlich um den internationalen Terrorismus, Entwicklungshilfe, den Nahen und Mittleren Osten sowie um weltwirtschaftliche Fragen.

## Teilnehmer

### Staats- bzw. Regierungschefs der G8 und Vertreter der Europäischen Union
| Deutschland                    | Gerhard Schröder  |
| Frankreich                     | Jacques Chirac    |
| Italien                        | Silvio Berlusconi |
| Japan                          | Junichiro Koizumi |
| Kanada                         | Paul Martin       |
| Vereinigte Staaten von Amerika | George W. Bush    |
| Vereinigtes Königreich         | Tony Blair        |
| Russische Föderation           | Wladimir Putin    |
| Europäische Union              | Romano Prodi      |
| Europarat                      | Bertie Ahern      |

### Eingeladene Staats- bzw. Regierungschefs
| Afghanistan | Hamid Karzai             |
| Bahrain     | Hamad ibn Isa Al Chalifa |
| Irak        | Ghazi al-Yawar           |
| Jordanien   | Abdullah II.             |
| Türkei      | Recep Tayyip Erdoğan     |
| Jemen       | Ali Abdullah Salih       |
| Algerien    | Abdelaziz Bouteflika     |
| Ghana       | John Agyekum Kufuor      |
| Nigeria     | Olusegun Obasanjo        |
| Senegal     | Abdoulaye Wade           |
| Südafrika   | Thabo Mvuyelwa Mbeki     |
| Uganda      | Yoweri Kaguta Museveni   |

## Agenda

### Weltwirtschaft
Die Lage der Weltwirtschaft mit Wachstumsraten von 4 % in den USA und 2 % in der EU wurde von den Staats- und Regierungschefs der G8-Staaten positiv bewertet. Sie sagten eine weitere Stärkung der wirtschaftlichen Rahmenbedingungen zu. Weiterhin wurde ausführlich über die Lage auf den Ölmärkten diskutiert und die Ankündigung der erdölproduzierenden Länder zur Steigerung ihrer Ölförderung begrüßt. Die Staats- und Regierungschefs der G8 sprachen sich für freien Welthandel aus und verständigten sich über einer Handelserklärung zur Doha-Runde, die eine stärkere Integration von Entwicklungsländern in den weltweiten Handel forderte.

### Naher und Mittlerer Osten
Die Themen Irak und der Mittlere Osten dominierten das Treffen. US-Präsident George W. Bush appellierte an die NATO-Staaten, mehr Einsatz zu zeigen und sich um eine stabile irakische Demokratie zu bemühen. Der deutsche Bundeskanzler Gerhard Schröder äußerte sich skeptisch zu dem Vorschlag eines verstärkten NATO Einsatzes und auch der britische Premierminister Tony Blair erklärte, dass er es nicht für sinnvoll hielte, weitere NATO Truppen in den Irak zu senden. Jedoch sprach er sich für eine Unterstützung der Region und der vorhandenen Truppen aus. Der französische Präsident Jacques Chirac betonte, es sei nicht Aufgabe der NATO, im Irak zu intervenieren. Mit großer Skepsis wertete der Präsident Versuche, westliche Demokratien global zu exportieren. Demokratie sei keine Methode, sondern eine Kultur, erklärte der Präsident.

### Entwicklungspolitik
Die Staats- und Regierungschefs kündigten die Ausbildung von 75.000 neuen UN-Soldaten innerhalb von fünf Jahren an, die vor allem in Afrika stationiert werden sollten. Weiterhin wurde eine verbesserte Koordination bei der Entwicklung eines Impfstoffes gegen AIDS abgesprochen, für die von den USA 15 Millionen Dollar zur Unterstützung zugesagt wurden.
Die G8-Staaten forderten die UNO auf, sich der Lage im Sudan anzunehmen. Bestätigt wurde außerdem ein Programm zum Schuldenerlass für die ärmsten Nationen der Welt. Die Staats- und Regierungschefs erklärten ihre Absicht, den Entwicklungsländern große Summen zu erlassen, und kündigten eine Lösung für die irakischen Auslandsschulden an.

### Sicherheit und Terrorismus
Die G8-Staaten erklärten ihre Zustimmung zu einem 28-Punkte Plan zur Verbesserung der Sicherheit an Flughäfen, der zugleich kostspielige und unnötige Prüfungen vermeiden solle.